# (657) Gunlöd
(657) Gunlöd – planetoida z pasa głównego asteroid.

## Odkrycie
Została odkryta 23 stycznia 1908 roku w Landessternwarte Heidelberg-Königstuhl w Heidelbergu przez Augusta Kopffa. Nazwa planetoidy pochodzi od Gunnlöð, córki olbrzyma Suttunga w mitologii nordyckiej. PRzed jej nadaniem planetoida nosiła oznaczenie tymczasowe (657) 1908 BV.

## Orbita
(657) Gunlöd okrąża Słońce w ciągu 4 lat i 82 dni w średniej odległości 2,61 j.a. Planetoida należy do rodziny planetoidy Eunomia.